# Escaramussa
Una escaramussa és un combat, disputa o contesa de poca importància entre les avançades dels exèrcits. Més concretament es diu així a un gènere de baralla entre els genets sobre soldats a cavall que van picant de volta, escometent de vegades i de vegades fugint amb gran lleugeresa. Per extensió es diu d'una dissensió sense gaire impacte al conflicte major que hi ha darrere.

## Origen de la paraula
- Del idioma àrab (conforme afirma l'escriptor espanyol Sebastián de Covarrubias).
- Hi ha qui remuntant-se a temps més antics la fan venir del terme grec scarthmas.
- Gobelin la deriva de la paraula alemanya Scharmützel.
- L'opinió generalitzada respecte al terme sosté que els idiomes espanyol i francès ho van prendre de la veu italiana scaramuccia ("petita i ràpida baralla"); que va donar nom a un dels zanni de la commedia dell'arte, un criat fanfarró, jactanciós i arrogant, vestit de negre - a l'espanyola -, i tan covard com presumptuós soldat d'altíssim bressol.[6]
- La paraula és parenta d'«esgrimir», manejar una arma blanca.[7] Ha entrat al català per via de l'occità, escremir[8] que prové probablement via l'italià scaramuciare[9] del germànic francic *skermjan que vol dir protegir.[7][5] Segons l'escriptor castellà Sebastián de Covarrubias provindria de l'àrab.[10]

## Ús
Les escaramuzas es van identificar ràpidament com un mitjà eficaç per provar les forces enemigues a escala reduïda. Si la superioritat armamentística de l'adversari s'hi mostra flagrant, s'haurà evitat així el cos principal de les tropes, i l'abast limitat de l'atac -que no s'assembla a un pla concertat- evita generalitzar un enfrontament. Si, per contra, l'enemic revela la seva vulnerabilitat, sabem que el moment és sens dubte favorable per a un atac general, ajornat a un moment més favorable en el cas anterior.

## En la Guerra de successió
| «                                                              | Esta nit lo exèrcit de Felip 5 ha levantat lo camp de Martorelll i d'una correguda ha ocupat fins lo mas Guinardó. Cerca de Sants ha tingut alguna escaramussa ab uns voluntaris, a on ha perduda alguna gent. […] Ha hagudes moltes escaramusses. | » |
| — Dietari del convent de Santa Caterina [25 de juliol de 1713] | |   |